# U-21サッカーギリシャ代表
U-21サッカーギリシャ代表（U-21サッカーギリシャだいひょう、ギリシア語: Εθνική Ελλάδας Κ-21, 英語: Greece national under-21 football team）は、ギリシャサッカー連盟によって編成されるギリシャのサッカーの21歳以下のナショナルチームである。21歳以下を対象とするUEFA U-21欧州選手権に出場するためのチームである。

## 歴史
1963年、U-21ギリシャ代表として初めてU-21フランス代表との親善試合を行い、1968年に正式にU-21ギリシャ代表としての活動を開始させた。代表結成当時はバルカン・ユースカップに出場するためのチームだったが、1978年から始まったUEFA U-21欧州選手権に出場し始めた。同代表が初めてUEFA U-21欧州選手権の予選を突破した大会は1988年大会だったが、初出場にして準優勝という成績を残した。1998年大会でも準優勝を果たすが、2002年大会を最後に予選を突破できない時期が続いている。

## UEFA U-21欧州選手権の成績
| 開催年 | 結果                               | 試       | 勝       | 分       | 負       | 得       | 失       |
| ------ | ---------------------------------- | -------- | -------- | -------- | -------- | -------- | -------- |
| 1978   | 予選敗退                           | 予選敗退 | 予選敗退 | 予選敗退 | 予選敗退 | 予選敗退 | 予選敗退 |
| 1980   | 予選敗退                           | 予選敗退 | 予選敗退 | 予選敗退 | 予選敗退 | 予選敗退 | 予選敗退 |
| 1982   | 予選敗退                           | 予選敗退 | 予選敗退 | 予選敗退 | 予選敗退 | 予選敗退 | 予選敗退 |
| 1984   | 予選敗退                           | 予選敗退 | 予選敗退 | 予選敗退 | 予選敗退 | 予選敗退 | 予選敗退 |
| 1986   | 予選敗退                           | 予選敗退 | 予選敗退 | 予選敗退 | 予選敗退 | 予選敗退 | 予選敗退 |
| 1988   | 準優勝                             | 6        | 1        | 4        | 1        | 8        | 8        |
| 1990   | 予選敗退                           | 予選敗退 | 予選敗退 | 予選敗退 | 予選敗退 | 予選敗退 | 予選敗退 |
| 1992   | 予選敗退                           | 予選敗退 | 予選敗退 | 予選敗退 | 予選敗退 | 予選敗退 | 予選敗退 |
| 1994   | ベスト8                            | 2        | 0        | 1        | 1        | 2        | 4        |
| 1996   | 予選敗退                           | 予選敗退 | 予選敗退 | 予選敗退 | 予選敗退 | 予選敗退 | 予選敗退 |
| 1998   | 準優勝                             | 3        | 2        | 0        | 1        | 4        | 1        |
| 2000   | 予選敗退                           | 予選敗退 | 予選敗退 | 予選敗退 | 予選敗退 | 予選敗退 | 予選敗退 |
| 2002   | グループステージ敗退               | 3        | 0        | 1        | 2        | 3        | 6        |
| 2004   | 予選敗退                           | 予選敗退 | 予選敗退 | 予選敗退 | 予選敗退 | 予選敗退 | 予選敗退 |
| 2006   | 予選敗退                           | 予選敗退 | 予選敗退 | 予選敗退 | 予選敗退 | 予選敗退 | 予選敗退 |
| 2007   | 予選敗退                           | 予選敗退 | 予選敗退 | 予選敗退 | 予選敗退 | 予選敗退 | 予選敗退 |
| 2009   | 予選敗退                           | 予選敗退 | 予選敗退 | 予選敗退 | 予選敗退 | 予選敗退 | 予選敗退 |
| 2011   | 予選敗退                           | 予選敗退 | 予選敗退 | 予選敗退 | 予選敗退 | 予選敗退 | 予選敗退 |
| 2013   | 予選敗退                           | 予選敗退 | 予選敗退 | 予選敗退 | 予選敗退 | 予選敗退 | 予選敗退 |
| 2015   | 予選敗退                           | 予選敗退 | 予選敗退 | 予選敗退 | 予選敗退 | 予選敗退 | 予選敗退 |
| 2017   | 予選敗退                           | 予選敗退 | 予選敗退 | 予選敗退 | 予選敗退 | 予選敗退 | 予選敗退 |
| 2019   | 予選敗退                           | 予選敗退 | 予選敗退 | 予選敗退 | 予選敗退 | 予選敗退 | 予選敗退 |
| 2021   | 予選敗退                           | 予選敗退 | 予選敗退 | 予選敗退 | 予選敗退 | 予選敗退 | 予選敗退 |
| 通算   | 最高成績 : 準優勝 23大会中/4回出場 | 14       | 3        | 6        | 5        | 17       | 19       |

## 歴代監督
- ステリオス・アポスポリス 2004-2007
- ニコス・ニオプリアス 2007-2009
- ゲオルギオス・ゲオルギアディス 2010-2012
- コスタス・トサナス 2012-2015
- ミチャリス・イオルダニディス 2015 (暫定)
- アントニス・ニコポリディス 2015-2019
- ヤニス・グーマス 2019-2021
- ゲオルギオス・シモス 2021-